# 曼丘不擇
曼丘不擇，曼丘氏，名不擇，或作貫丘不擇，戰國時齊國人，生卒年不詳。孟子弟子，於《孟子外書》中與孟子有答問一章。

## 生平
《孟子外書》記載，曼丘不擇問孟子，老師也曾經向學過嗎？孟子回答，孔子傳曾子，再傳孔子之孫子思，又傳孔子之曾孫子上。我曾師從於子上，因此得聖人之傳。